# Oresteo
Oresteo (griego: Ὀρεσθεύς, Orestheús; que sugiere «montañés»), en la mitología griega, fue un nombre atribuido a dos individuos:
- Oresteo[1] u Orestes,[2] un hijo de Deucalión que fue rey de la Locrida Ozolia en Etolia. Pausanias, que lo llama Orestes, dice que una perra suya parió un leño, y este lo enterró. Al llegar la primavera brotó de él una viña. De este leño provendría el nombre de esta región de Locrida (pues en griego ὅζοι ozoi  significa «ramas»).[2] Hecateo lo llama Oresteo y dice que sus dos hermanos fueron Prónoo y Maratonio. También dice que Oresteo llegó a Etolia, fundó la vinicultura y fue padre de Fitio (acaso Ftío), éste de Eneo y éste del epónimo Etolo.[1]

- Oresteo, un hijo de Licaón, que fue rey de Arcadia, fundador de Orestasio, Pausanias indica que esta ciudad fue llamada posteriormente Oresteo, por Orestes el hijo de Agamenón.[3]